# Międzyścienny Potok (dopływ Jaworowego Potoku)
Międzyścienny Potok (słow. Medzistenný potok) – potok w słowackich Tatrach Bielskich, prawy dopływ Jaworowego Potoku.
Wypływa w Dolinie Międzyściennej, w dolnej części Międzyściennej Polany. Początkowo płynie w południowo-zachodnim kierunku, pod Czerwoną Skałką Murańską zakręca i płynie w północno-zachodnim kierunku pomiędzy stokami Kiczory i Rogowej. W Jaworzynie Tatrzańskiej uchodzi do Jaworowego Potoku. 